# Глазковский мост
Глазко́вский мост (до 2011 года носил неофициальное название Старый Ангарский мост) — мост через реку Ангару в Иркутске, соединяющий Правобережный и Свердловский округа города. Построен в 1931—1936 годах по проекту инженера П. Н. Поликарпова и архитектора И. А. Француза как памятник В. И. Ленину. На правом берегу Ангары мост имеет съезд на улицы Чкалова и Степана Разина, на левом — на улицы Иркутную, Джамбула, Маяковского и Челнокова.

## Описание
Общая длина моста — 1245 м. Он опирается на 5 речных и 32 береговые опоры. Мост четырёхпролётный железобетонный, длина центральных пролетов — 80 м, крайних — 70 м. Ширина — 18 метров. Движение транспорта четырёхполосное, в том числе двухпутное трамвайное, с двух сторон имеются пешеходные тротуары. В комплекс строения моста также входит путепровод через рельсы железной дороги, две эстакады и четыре съезда.

## История

### Паромная переправа и понтонный мост

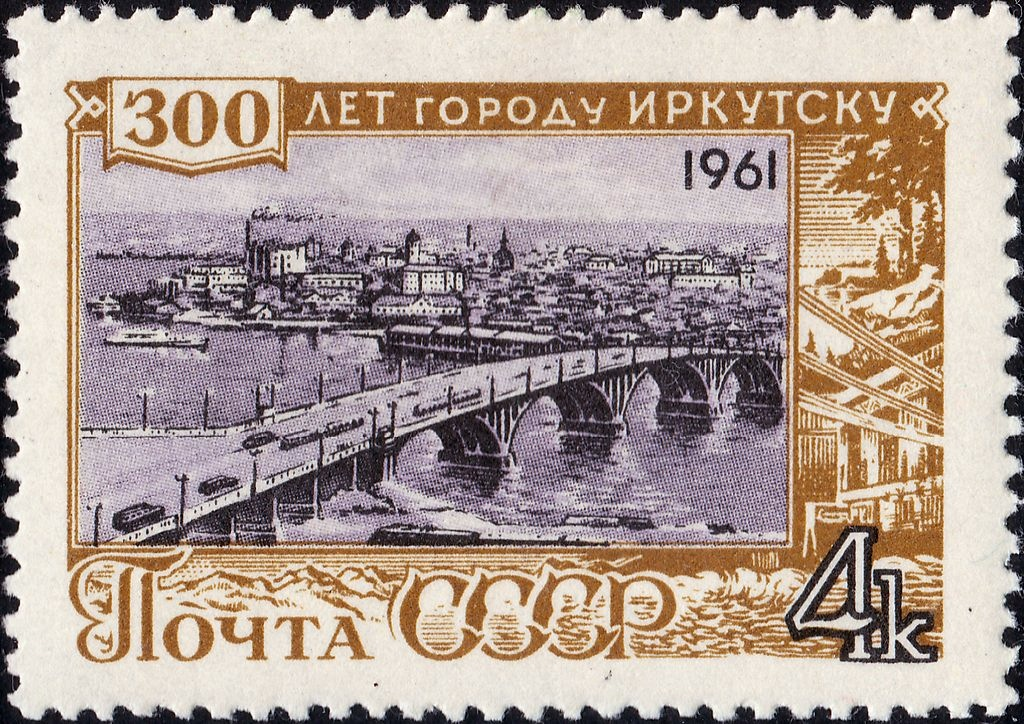
Мост на почтовой марке, посвящённой 300-летию Иркутска

Переправа через Ангару к селению Глазково, откуда шли торговые дороги — Московский и Кругобайкальский тракты — была очень важна для иркутян. Первоначально переправой через реку служил Троицкий перевоз на карбасах, пересекавших реку за полчаса. Зимой переправа осуществлялась по льду, а в период ледостава и вскрытия реки становилась невозможной. В 1857 году предприниматель Либгарт установил на Ангаре «самолёт» — так назывался паром, приводимый в движение сильным течением реки. Переправа на таком «самолёте» занимала четыре минуты.
В 1891 году городская дума приняла решение о строительстве постоянного понтонного моста через Ангару. Проект составил городской архитектор В. А. Рассушин. Мост размещался на 16 понтонах, перекрытых деревянным настилом. 24 июня 1891 года на торжественной церемонии мост открыл цесаревич Николай Александрович, возвращавшийся из кругосветного путешествия, отчего мост прозвали Николаевским. Проезд по переправе был платным и мог производиться одновременно только в одном направлении. Мост был разводным, обеспечивая проход судов по Ангаре, причём неоднократно случались поломки моста судами. В целом, с несколькими перестройками, мост прослужил 45 лет. По сей день ниже Глазковского моста можно видеть остатки его конструкций.

### Строительство
Впервые идея строительства постоянного моста через Ангару обсуждалась Иркутской думой в 1906 году. Когда через несколько лет проект был готов, он был оценен в 2,3 миллиона рублей. Однако его реализации помешали Первая мировая война, Революция и Гражданская война.
В 1924 году, в год смерти В. И. Ленина, иркутяне начали сбор средств на увековечивание его памяти. Однако, после известного письма Н. К. Крупской, опубликованного в газете «Правда», было решено собранные средства направить на строительство моста, при этом мост считать памятником Ленину. Сбор средств продолжился и в последующие годы.
Иркутский горсовет включил возведение моста в план благоустройства города на 1927—1931 годы. Однако фактически, из-за недостатка средств, к работам приступили в 1931 году На берегах реки были построены два бетонных завода, лесопилки, компрессорные подстанции и другие необходимые мощности, а также городок строителей. Кессоны трёх речных опор строились на берегу и транспортировались на место монтажа плавучими кранами. Опоры были изготовлены из бетона и облицованы байкальским гранитом из посёлка Маритуй.
До 1935 года строительство шло медленно — сказывался недостаток материальных ресурсов, специалистов, перебои в проектной документации. Работы также осложняла большая глубина и быстрое течение реки, суровые зимы и сложная ледовая обстановка. В период с 1931 по 1935 год были возведены только опоры. В 1935 году строительство было передано Мостотресту и получило государственное финансирование. Начальником строительства был назначен Н. А. Холин. Темпы значительно ускорились — началось возведение арок с помощью деревянных кружал (шаблонов), изготовлявшихся на берегу, а затем в целом виде транспортируемых к месту строительства, где они заливались бетоном. К весне 1936 года было завершено возведение пролётов и началось обустройство проезжей части и тротуаров. Торжественное открытие моста состоялось 15 ноября 1936 года.

### Эксплуатация
Первоначально мост был открыт для пешеходного и двухполосного автомобильного движения. Также был проложен узкоколейный путь для нужд Иркутского завода тяжёлого машиностроения, с расчетом на железнодорожную платформу массой до 80 тонн. В 1947 году проложена и запущена линия городского трамвая, в начале однопутная, а с 1949 года — двухпутная.
С 1955 года разрешено движение автомобилей по мосту в четыре полосы, что дополнительно увеличило нагрузку на его конструкции. В 1979 году по конструкциям моста проложена теплотрасса от Ново-Иркутской ТЭЦ, что увеличило нагрузку на 2 тонны на каждый погонный метр моста. В 1995 году узкоколейная дорога была разобрана, а также произведена реконструкция трамвайных путей.
С момента своего открытия мост подвергался только текущему ремонту. По мнению специалистов, необходим капитальный ремонт моста, особенно его металлических конструкций. Проект реконструкции готов, однако дата начала работ неизвестна.
С 2011 года мост официально носит название Глазковского. Также в обиходе широко используются названия Старый мост и Ангарский мост.

## Интересный факт
На крайних речных опорах стоят четыре пилона, возвышающихся над мостом. Их планировалось украсить скульптурами рабочего, колхозника, партизана и пограничника, однако по каким-то причинам проект не был воплощён.

## Происшествия
4 ноября 2003 года в 15:34 трамвай, следовавший по маршруту № 2 (в сторону железнодорожного вокзала), сошёл с рельсов. Будучи развернутым поперек Глазковского моста, он едва не упал в реку, полностью блокировав движение на несколько часов. Никто из пассажиров трамвая не пострадал. По свидетельству водителя Алексея Анисимова примерно на середине моста трамвай подбросило, затем протащило несколько метров и развернуло поперёк проезжей части. Вагон остановился лишь ударившись о бордюр. Сотрудники ГАИ перекрыли движение по мосту и направили транспорт в объезд через плотину ГЭС. При выяснении причин аварии в рельсовой колее был обнаружен большой металлический болт, послуживший по мнению сотрудников трамвайного управления причиной схода вагона с рельсов. После эвакуации аварийного вагона движение по мосту было возобновлено в 16:50.